# Copa Gran Bretaña 1948
En 1948 se jugó la cuarta edición de la Copa Gran Bretaña (vigésima edición de los torneos de Copa en Costa Rica, organizada por la Federación de Fútbol). Participaron Herediano, Alajuelense, Orión, Cartaginés, Universidad de Costa Rica, La Libertad, Gimnástica Española de Primera División y Rohrmoser FC de Segunda División. En esta edición se dio la mayor goleada de la historia de los torneos de copa en el partido Orión 10-Gimnástica Española 1.
Grupo A: Herediano, Alajuelense, Cartaginés, Rohrmoser.  
Grupo B: Orión, Gimnástica Española, La Libertad, Universidad de Costa Rica.
Del 1 de agosto de 1948 al 5 de septiembre de 1948 juegan entre sí los equipos de cada grupo, con el formato acostumbrado de dos grupos entre los clubes de primeras y el campeón de segunda división, concluyendo en una serie final entre el ganador de cada grupo (ganando sus llaves respectivas Alajuelense y La Libertad para jugar la serie final).
La Copa la ganó Liga Deportiva Alajuelense al vencer en la final a La Libertad (5-2), después de pasar la fase de grupos al empatar con Cartaginés (0-0), vencer a Herediano (2-1) y Rohrmoser (6-1).

## Grupo A
| 1 de agosto de 1948 | Alajuelense | 1:0 | Cartaginés | Estadio Nacional, San José |  |

| 15 de agosto de 1948 | Alajuelense | 2:0 | Herediano | Estadio Nacional, San José |  |

| 5 de septiembre de 1948 | Alajuelense | 6:2 | Rohrmoser | Estadio Nacional, San José |  |

| 1948 | Herediano | 8:6 | Cartaginés | Estadio Nacional, San José |  |

## Grupo B
| 5 de septiembre de 1948 | Orión | 10:1 | Gimnástica Española | Estadio Nacional, San José |  |

## Final
| 12 de septiembre de 1948 | Alajuelense | 5:2 | La Libertad | Estadio Nacional, San José |  |

|                            |
| Liga Deportiva Alajuelense |
|                            |
| 6° título                  |

| Predecesor: Torneo de Copa 1947 | Torneo de Copa de Costa Rica 1948 | Sucesor: Torneo de Copa 1949 |